# Klein waterhoen
Het klein waterhoen (Zapornia parva synoniem: Porzana parva) is een vogel uit de familie van rallen (Rallidae). Het is een vrij kleine, verborgen levende moerasvogel.

## Herkenning
De vogel is 17 tot 19 cm lang. Het mannetje is van onder blauwgrijs en van boven dofbruin met wat strepen. Het vrouwtje is ook van boven bruin, maar beige op de borst en buik, lichter op de bovenborst en een brede grijsblauwe wenkbrauwstreep. Beide geslachten hebben groene poten en een groene snavel met een rode snavelbasis. De vogel is lastig te onderscheiden van het kleinst waterhoen, dat nauwelijks kleiner is. Het geluid verschilt sterk en er is bij het kleinst waterhoen nauwelijks onderscheid tussen het mannetje en het vrouwtje.

## Verspreiding en leefgebied
Deze soort komt voor van zuidelijk en Midden- en Oost-Europa tot noordwestelijk China. Het is een trekvogel, vogels in het westen van het verspreidingsgebied overwinteren in Afrika, vogels meer oostelijk trekken naar Pakistan en India.
Het leefgebied bestaat uit moerassen met natuurlijke vegetaties van riet en biezen afgewisseld met vrij diep water.

### Voorkomen in Nederland
Het klein waterhoen is een dwaalgast in Nederland. Vanaf de 19de eeuw tot 2000 zijn er 40 bevestigde waarnemingen waaronder één broedgeval (in 1951). Alleen al tussen 2002 en 2015 zijn er 17 goedgekeurde waarnemingen en een veelvoud (jaarlijks) aan mogelijk observaties.

### Voorkomen in België
Ook in België is het klein waterhoen een dwaalgast.

## Status
De vogel heeft een groot verspreidingsgebied en daardoor is de kans op de status kwetsbaar (voor uitsterven) niet zo groot. De grootte van de populatie is niet gekwantificeerd. Het klein waterhoen gaat in aantal achteruit door aantasting van het leefgebied, omdat moerassen worden drooggelegd voor agrarisch gebruik en waterlopen worden gereguleerd en hun natuurlijke oeverbegroeiing verliezen. Echter, het tempo van achteruitgang ligt onder de 30% in tien jaar (minder dan 3,5% per jaar). Om deze redenen staat het klein waterhoen als niet bedreigd op de Rode Lijst van de IUCN.